# Attraverso l'Atlantico in pallone
Attraverso l'Atlantico in pallone è un romanzo avventuroso per ragazzi di Emilio Salgari edito a puntate dal 1895 al 1896 per la rivista La biblioteca dell'infanzia.

## Storia editoriale
L'opera è stata a pubblicato a partire dall'ottobre del 1895 in ventiquattro puntate sulla rivista La biblioteca dell'infanzia dell'editore Speirani di Torino; la rivista, già mensile, per l'occasione modificò l'uscita in quindicinale. Il romanzo è stato successivamente ripubblicato in un unico volume nel 1896 dallo stesso editore Speirani.
Il romanzo, considerato uno delle opere minori di Salgari e rivolto a un pubblico giovanile, è stato oggetto di recente rivalutazione.

## Trama
Nel 1897 dall'isola del Capo Bretone in Canada,il milionario ingegnere Mister Kelly sta per partire per un'avventurosa trasvolata dell'oceano Atlantico a bordo del Washington, innovativo modello di mongolfiera, per raggiungere l'Europa. Pochi istanti prima del decollo all'equipaggio, formato dal solo Mister Kelly e dal suo domestico di colore Simone, si aggiunge Harry O'Donnell canadese di origini irlandesi che, inseguito dalla polizia, si rifugia a bordo dell'aerostato. Il nuovo arrivato è un membro del Sinn Féin, accusato ingiustamente per l'omicidio di uno sceriffo. Arrestato e poi evaso grazie all'aiuto di compagni di lotta, spera di poter raggiungere l'Irlanda a bordo della mongolfiera in partenza per l'Europa. L'irlandese riesce a saltare a bordo, proprio mentre il pallone molla gli ormeggi; a nulla vale l'inseguimento di una nave da guerra canadese che spara alcuni colpi contro il Washington, fortunatamente troppo alto e veloce.
Durante la prima parte del viaggio l'erudito Mister Kelly ha modo di spiegare a O'Donnell i segreti della pesca dell'allevamento e della lavorazione del merluzzo salato, di illustrare i segreti dell'aerostato da lui progettato e di mettere in guardia l'irlandese sui rischi legati al viaggio. L'ingegnere racconta e si ricollega a eventi importanti nella storia dell'aeronautica quali le ascensioni in aerostato di Robertson e Lhoêst nel 1803, di Gay-Lussac nel 1804, di Darral e Bixio nel 1850, di Gaisher e Coxwell che nello stesso anno affermarono di aver raggiunto i 10000 metri di altezza. Viene inoltre ricordata la tragedia dell'aerostato Zenith avvenuta il 15 aprile 1875 in Francia a seguito della quale l'aeronauta Joseph Eustache Crocé-Spinelli e il compagno Théodore Sivel persero la vita durante un volo fino 8600 metri di quota; sopravvisse alla discesa solamente il terzo membro dell'equipaggio, Gaston Tissandier.
Dopo solo un giorno di viaggio, però, i venti che avevano spinto l'aeronave verso nord-est oltre l'isola di Terranova, mutano di direzione e intensità, dirigendo il pallone nuovamente verso il continente americano. L'equipaggio è costretto a far scendere di quota e ad ancorare l'aerostato nella speranza che il vento riprenda a spirare verso l'Europa. A causa dell'arresto forzoso, il Washington è raggiunto da una nave da combattimento lanciata all'inseguimento del fuggitivo e fatta oggetto di colpi di cannone. Fortunosamente Kelly e O'Donnell riescono a riprendere rapidamente la rotta verso nord-est e a scampare all'abbattimento.
Il secondo giorno di viaggio il vento che aveva spirato verso nord-est vira decisamente sospingendo il Washington verso sud-est in direzione dei tropici alla velocità di sessanta miglia l'ora. Durante la notte il vento cambia ancora direzione e perciò la mongolfiera viene fatta scendere di quota e ormeggiata con delle speciali ancore (guide ropes), in attesa che il vento riprenda a soffiare nella direzione voluta. Improvvisamente la cima delle ancore vengono tirate verso il basso. Il domestico Simone viene incaricato di scendere lungo la cima e per disincagliare le corde. Giunto alla fine della discesa Simone scopre con orrore che le cime sono state afferrate da una piovra gigante che lo attacca. O'Donnell scende in soccorso del nero, uccide il mostro con sei colpi di rivoltella e risale sulla mongolfiera dopo aver recuperato Simone che, per lo spavento, sembra impazzito. La notte il vento aumenta e il cielo si ricopre di nubi. Scoppia una violenta burrasca che spinge il pallone verso est a circa ottanta chilometri l'ora. Mister Kelly salva il Washington dalla distruzione alleggerendo il pallone e portandolo al di sopra dell'uragano. Durante la lunga notte il pallone è in balia delle violente correnti; Kelly spiega all'irlandese gli imprevedibili effetti dei fulmini sull'uomo e sugli oggetti e racconta di come a volte i fulmini abbiano carbonizzato delle persone mantenendone intatti i vestiti o viceversa. Alle tre di notte il tempo migliora e nel chiarore lunare O'Donnell scorge in basso del fumo. Si ipotizza possa essere un vulcano in attività ma non vi sono isole note: Kelly pensa possa essere un'effimera isola vulcanica emersa dal mare e narra come ciò sia già accaduto altre volte, come nel caso dell'isola Sabrina emersa nel 1811 al largo dell'isola S. Michele nell'arcipelago delle Azzorre
La mattina dopo il pallone viene spinto prima verso sud e poi nuovamente verso est per poi incappare in una zona di bonaccia. Il caldo aumenta e il pallone perde quota a causa di piccole perdite nella tela impermeabile. Kelly rassicura O'Donnell sulla relativa sicurezza del viaggio in mongolfiera e di come i molti incidenti nella storia aeronautica siano quasi tutti dovuti a imprudenza. A tale proposito l'erudito ingegnere elenca una serie di tragici avvenimenti: il 15 giugno del 1785 Jean-François Pilâtre de Rozier e Pierre-Ange Romain morirono in Francia nell'esplosione del loro pallone nel tentativo di attraversare il canale della Manica. Nel 1802 l'aviatore Olivari muore carbonizzato nell'incendio del suo pallone costruito in carta, il 7 aprile 1806 Momesent, in equilibrio su una tavola appesa a un pallone, scivola sfracellandosi al suolo vicino a Lilla, in Francia. L'Italiano Francesco Zambeccari, dopo essere già sopravvissuto fortunosamente a un incidente sui cieli del Adriatico il 21 ottobre 1804, morirà carbonizzato a bordo della sua mongolfiera a causa dell'accidentale rovesciamento del fornello nel 1812. Il 17 luglio 1812 Bittorf muore carbonizzato nell'incendio del suo pallone costruito anch'esso di carta. I fratelli Brachet progettano un innovativo ma ingovernabile aerostato privo di navicella che si schianta al suolo uccidendo entrambi. Il 6 luglio 1819 la signora Blanchard precipita con il suo pallone sulla città di Parigi. Il 4 luglio 1874 nel Michigan, Jone adotta un originale ma precario sistema per fissare il pallone alla navicella avvolgendolo con delle corde che però si spostano su di un lato facendo fuggire l'aerostato e precipitare il passeggero. Il 31 agosto dello stesso anno Jean Durof e sua moglie a bordo del Tricolore cadono in mare al largo delle coste di Calais e vengono fortunosamente tratti in salvo dopo dodici ore trascorse tra le forti onde. Mister Kelly pone l'accento sul fatto che, in molti casi, sono gli spettatori stessi a costringere gli aeronauti a imprese pericolose, anche quando le avverse condizioni meteorologiche sconsiglino di mettersi in volo; fu questo il caso delle due tragiche ascensioni di Zambeccari del 1804 e del 1812 e del volo di Arban a Trieste l'8 settembre 1846; costretto dalla furia degli spettatori delusi a partire nonostante il forte vento, precipitò e fu recuperato in mare quasi morto.
Sorvolando a bassa quota il relitto di una nave, decidono di scendere e di abbordarlo per fare provvista d'acqua che, a causa del forte caldo era prossima a scarseggiare. O'Donnell si cala sul ponte, uccide un cane idrofobo e scende sotto coperta. La stiva è piena di cadaveri in decomposizione; l'equipaggio era morto a causa della febbre gialla. L'irlandese risale di corsa sul pallone e il Washington si allontana dal relitto contaminato. Una sacca d'aria fredda causa la rapida discesa del pallone. Simone, senza motivo si getta in acqua. O'Donnell, senza riflettere lo segue per salvarlo, causando così il rapido innalzamento della mongolfiera che si allontana. In acqua Simone, oramai impazzito, tenta di affogare l'irlandese che tenta invece di salvarlo. I due ingaggiano una selvaggia lotta che viene interrotta dall'intervento di uno squalo che trancia in due il domestico. O'Donnell riesce a raggiungere un salvagente gettatogli da Kelly e a nuotare per molte ore verso il Washington ancorato a pochi metri dalla superficie e la cui posizione l'ingegnere continuava a segnalare con colpi di fucile. O'Donnell oramai esausto raggiunge il pallone e sta per salire a bordo quando viene assalito da tre squali. Kelly ne uccide uno a fucilate dando all'Irlandese il tempo di aggrapparsi alla cima attaccata al pallone mentre questo viene fatto rapidamente risalire verso l'alto.
La notte i due uomini odono delle grida d'aiuto; fanno scendere il pallone e alle prime luci dell'alba recuperano un ragazzo di quindici anni alla deriva su un canotto. Il naufrago, di nome Walter Chidley, è un quindicenne nato a Richmond (Virginia) ed è sopravvissuto al naufragio del brigantino Florida, affondato tre settimane prima, su cui lavorava come mozzo. Il ragazzo era fuggito dalla zattera dove altri scampati avevano intenzione di ucciderlo per mangiarne il corpo. Mister Kelly, ascoltata la tremenda storia e saputo che il ragazzo è orfano, decide di adottarlo. Il giorno dopo, verso le cinque del mattino il pallone, che ha perso quota a causa del freddo notturno, viene raggiunto dalla zattera degli scampati al naufragio del Florida. Con la minaccia delle armi i sopravvissuti chiedono cibo e acqua. L'equipaggio del pallone riempie una cassa di viveri e la cala a bordo della zattera. Quando i naufraghi, ridotti allo stremo per la fame e per la sete, si accorgono che in essa non vi è acqua, tentano di abbattere il Washington che viene colpito di striscio. Kelly, O'Donnell e Walter tagliano le ancore che tengono il Washington sollevato a poche decine di metri dal mare liberando il pallone che fugge lontano. Due strappi nel tessuto, causati dai proiettili sparati, vengono prontamente ricuciti dal coraggioso mozzo ma la perdita di gas subita ha reso il volo precario. Nei giorni successivi l'equipaggio deve combattere costantemente contro il pericolo di precipitare in mare, liberandosi di gran parte della zavorra e pompando l'idrogeno di scorta nel pallone pericolosamente sgonfio.
Due giorni dopo  sono in vista di Tenerife ma il pallone perde sempre più quota, costringendo Mister Kelly a gonfiare il pallone con l'ultima riserva di idrogeno a disposizione. Il Washington sale rapidamente di quota incontrando un'impetuosa corrente che lo spinge velocemente verso le coste dell'Africa in direzione del 
Senegambia. Giunti in prossimità delle coste africane il pallone ha nuovamente perso quota e viene preso di mira dalle cannonate di una nave inglese. La fuga di O'Donnell era stata probabilmente segnalata via telegrafo a 
tutti gli avamposti inglesi che si erano messi a scrutare il cielo per avvistare il pallone con a bordo il ricercato. Mister Kelly ordina di alleggerire la mongolfiera ad ogni costo, gettando fuori bordo qualsiasi oggetto. Grazie a questo espediente il pallone si alza di quota incontrando un vento favorevole che lo spinge lontano dalla nave inglese che comunque non desiste dall'inseguirli. Prossimi alle isole Bissagos il pallone è sceso quasi a contatto delle onde; Kelly ordina ai due compagni di arrampicarsi sul pallone e quindi sgancia in mare la navicella; ciò consente all'equipaggio di arrivare fortunosamente a terra dove però viene preso prigioniero dagli indigeni che dimostrano cattive intenzioni nei loro confronti. L'intervento del portoghese Antao Cabrera, e dei suoi uomini che avevano avvistato il pallone salva i tre dal pericolo.
L'avventura vissuta dai tre ha un grande impatto sull'opinione pubblica e la Regina d'Inghilterra accorda la grazia a O'Donnell. I tre amici progettano una nuova avventura che li porterà presto al Polo.

## Personaggi
Mister Ned KellyTrentacinquenne milionario statunitense, nato a New Port nel Connecticut, famoso scienziato e ingegnere appassionato di aeronautica.
SimoneIl pauroso domestico nero di Mister Kelly di circa vent'anni.
Harry O'DonnellCanadese di origini irlandesi, appartenente al movimento Sinn Féin, accusato ingiustamente per l'omicidio di uno sceriffo ed evaso di prigione, inseguito dalla polizia si rifugia a bordo del Washinghton durante il decollo dell'aeronave. Alto, biondo e con gli occhi azzurri, all'incirca ventiseienne, coraggioso e intraprendente.
Walter ChidleyOrfano quindicenne, nato a Richmond (Virginia). È il mozzo sopravvissuto al naufragio della nave Florida, un brigantino affondato tre settimane prima e fuggito dalla zattera dove altri scampati avevano intenzione di ucciderlo per mangiarne il corpo. Viene salvato dagli aeronauti del Wasghington che lo accolgono a bordo del pallone.

## Il Washington
Innovativo modello di aerostato. Dopo molti studi condotti da Mister Kelly sulla possibilità di dotare le mongolfiere di motori e timoni per permetterne la manovra e lo spostamento autonomo, decide di invece di abbandonare l'originario progetto a causa dell'eccessivo peso del carburante e dei motori necessari alla lunga traversata e di sorvolare l'oceano Atlantico solo con l'aiuto delle correnti d'aria che aveva a lungo studiato.
L'aerostato è composto da due fusi orizzontali uniti tra di loro, lunghi 28 metri rastremati verso la punta con diametro massimo di 9,20 metri e dal volume totale di 2120 metri cubi. Il gas utilizzato per riempire i due palloni è l'idrogeno di qualità tale da assicurare una forza ascensionale di 1.20 chilogrammi per metro cubo, maggiore rispetto agli standard dell'epoca. I due fusi sono indipendenti tra di loro, così da rendere possibile lo sgancio di uno in caso di guasto. Il tessuto dei palloni è stato reso impermeabile grazie a una speciale vernice di invenzione di Kelly. Sotto ai palloni è assicurata la navicella in alluminio, che contiene l'equipaggio e il carico e che in caso di emergenza funge da imbarcazione. Il peso complessivo dell'aeronave, equipaggio e carico compresi, era di 2600 chilogrammi, di cui 800 chilogrammi di zavorra.

## Edizioni
- Emilio Salgari, Attraverso l'Atlantico in pallone, Speiraini & Figli, 1896.
- Emilio Salgari, Attraverso l'Atlantico in pallone, a cura di Dario Pontuale, Roma, Bordeaux, 2012,  p. 270, ISBN 978-88-97236-09-2.